# Charles-Louis Philippe
Pour les articles homonymes, voir Philippe.
 (juin 2022).
 (juin 2022).
Charles-Louis Philippe, né le 4 août 1874 à Cérilly (Allier) et mort le 21 décembre 1909 à Paris, est un poète, critique littéraire, conteur, chroniqueur et romancier français. En 1908, c'est un des fondateurs de La Nouvelle Revue française (NRF) et l'auteur de Bubu de Montparnasse. Selon son ami Léon Werth, Charles-Louis Philippe devint l'un des précurseurs de la littérature populiste.

## Biographie

### Jeunesse et formation

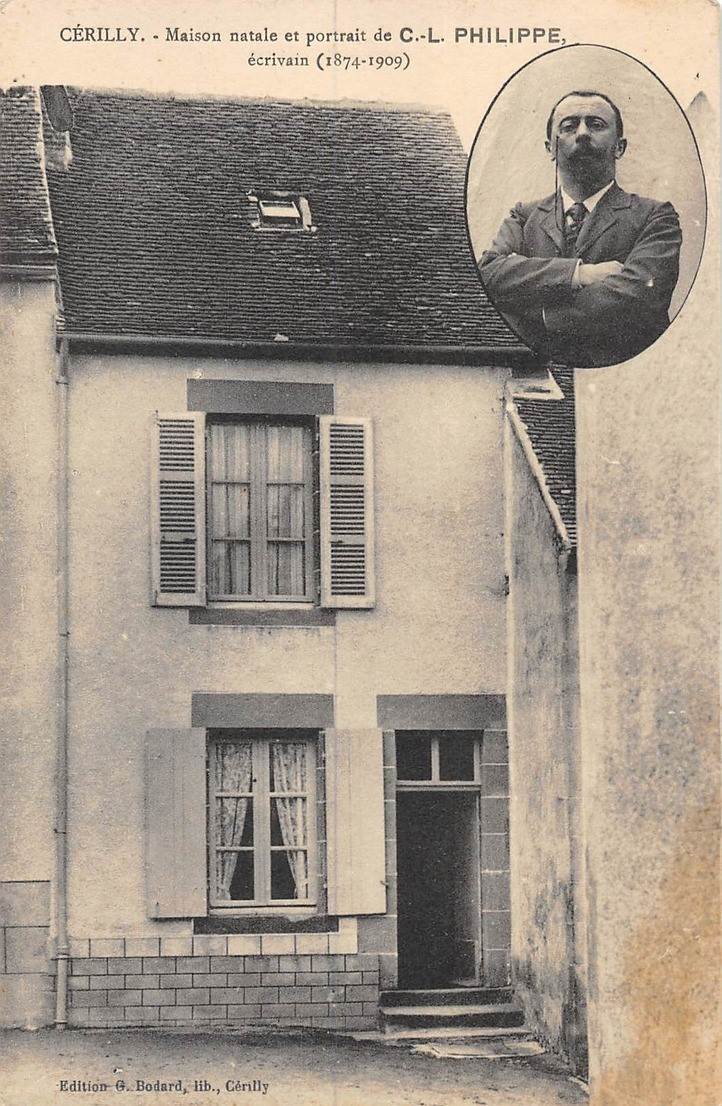
Maison natale de l'écrivain Charles-Louis Philippe à Cérilly (cliché de Georges Bodard, carte postale, vers 1920).

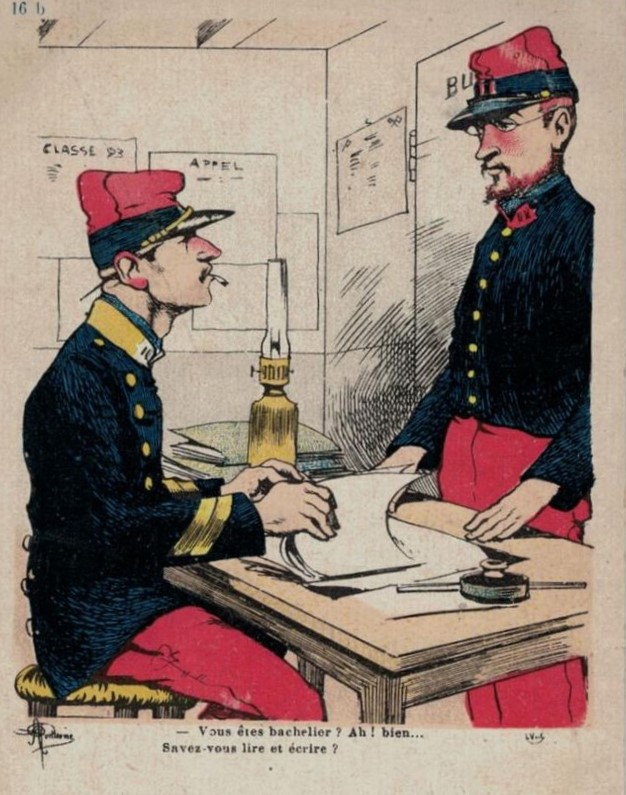
Recrutement militaire. Classe de 1893 par le caricaturiste Albert Guillaume :
« Vous êtes bachelier ?
Ah ! bien... Savez-vous lire et écrire ? ».

Fils de Charles Philippe, sabotier du Bourbonnais surnommé « Barbasse » et de Jeanne Dechâtre, journalière agricole, Charles-Louis est issu d'un milieu modeste. Il est le frère jumeau de Jeanne Louise.  La façade de l'échoppe, qui sert aussi de maison familiale, est si étroite qu'elle peut à peine contenir deux ouvertures en son rez-de-chaussée. À force d'un travail opiniâtre et de sacrifices sans nombre, Philippe, humble sabotier de Cérilly, qui avait mendié son pain dans sa jeunesse, s'était constitué une petite aisance matérielle, assurant une bonne éducation à ses enfants. Après une scolarité passée sans encombre jusqu'à l'examen du certificat d'étude préparé à l'école communale de Cérilly, village du bocage situé en lisière même de la célèbre forêt de Tronçais, ce fils d'artisan éprouve très tôt le goût de la lecture. Trop chétif pour envisager un métier manuel, le jeune écolier, s'il ne veut pas de l'établi de son père, n'a pas d'autre choix que de s'adonner avec ardeur à ses études.
Proche de l'immense futaie, où l'activité économique est rythmée par le bruit des scieries et des forges, la petite cité bourbonnaise semble être un havre propice à la méditation. Charles-Louis a pu obtenir, au vu de ses excellents résultats, une bourse de l'Académie ; en 1886, il peut poursuivre ses études secondaires et entre en sixième B (section scientifique) comme interne au lycée de Montluçon, où il reste sept ans. Philippe est alors placé sous la férule tyrannique du proviseur, un certain M. Peyronnet, qui ne cesse de lui rappeler qu'il n'est qu'un pauvre boursier, le menaçant de le renvoyer de l'établissement à la moindre incartade. Il l'écrira lui-même : de ce lycée de Montluçon et d'un pion persécuteur qui l'avait pris pour souffre-douleur, Charles-Louis Philippe gardera à jamais un souvenir détestable. Ne supportant plus les contraintes liées à l'internat, où il est raillé pour son physique, il rejoint ensuite celui du lycée Banville de Moulins, où il passe trois ans en classe de mathématiques spéciales, et où il se lie d'amitié avec Marcel Ray. Cette nouvelle situation estudiantine le rapproche un peu du domicile familial. Après l'obtention de son baccalauréat (mathématiques), en 1891, le jeune Louis Philippe, qui se destine à une carrière d'ingénieur, prépare sans succès les concours d'entrée à l'École polytechnique et à l'École centrale. Mobilisable en 1894, année de ses vingt ans, Charles-Louis est convoqué au bureau de recrutement militaire de Montluçon. Quel bon soldat au service de la nation allait-il faire ? Le médecin militaire qui l'examine lors du conseil de révision a devant lui un homme de petite taille (1,53 m) au physique quelque peu malingre, à la vision déficiente, et surtout handicapé par une déformation sévère de la mâchoire survenue dès l'enfance, une infection dentaire mal opérée lui ayant laissé une disgracieuse cicatrice. Dans une nouvelle autobiographique intituléeL'Enfant malade, Philippe évoque d'ailleurs cette terrible infection. Dès lors, afin de masquer cette atrophie osseuse, il porte une barbichette dissimulant son infirmité. Philippe, qui ne cultive sans doute guère la fibre militariste, devient à sa plus grande joie le réformé no 28, pour nécrose au maxillaire gauche. Exempté d'obligations militaires en 1894, Charles-Louis, toujours aussi désœuvré, trompe son ennui pendant les longues journées d'été à coups de créations ou de compositions poétiques. Cette attirance pour la poésie lui est venue très tôt, grâce à ses lectures au lycée, où il apprécie et se trouve quelques affinités avec la pensée et le style des poètes du mouvement parnassien. Selon le critique littéraire Henri Bachelin, le choix de ses lectures de jeunesse représentait chez Philippe une sélection très éclectique spécialement marquée par les œuvres poétiques de Leconte de Lisle, Charles Baudelaire, Théodore de Banville, Paul Verlaine, José-Maria de Heredia, etc. Sans emploi et prosateur en herbe cherchant ardemment l'inspiration poétique, Charles Louis Philippe, sur la fin de sa dix-neuvième année, écrit le 4 septembre 1894, une lettre des plus pathétiques dans laquelle il sollicite l'aide de Stéphane Mallarmé, lettre accompagnée de cinq poésies de son cru :

« Monsieur,
Peut-être cette lettre vous semblera t-elle d'un banal sollicito-aventurier. J'ai hésité à l'écrire, mais aujourd'hui je viens confier à vous ma détresse. Voici : Je suis fils de sabotier, donc pauvre. Bachelier d'enseignement spécial, j'ai fait trois ans de mathématiques spéciales encombrés de littérature et aujourd'hui à vingt ans, ayant échoué à Polytechnique et Centrale, je ne sais où guider mon avenir. Mon rêve qui ne se veut éloigner de Paris pour s'y consacrer tout aux Lettres a peur de finir dans quelque béate provinciale torpeur. Je ne puis arriver à vous exprimer l'intensité des désirs qui me poussent vers la Poésie et m'y veulent vouer. A défaut de vocation, du moins j'aurai le courage et j'ai espéré en le poète que j'aime pour me sortir de ces limbes. Paris vous est familier et vous devez avoir beaucoup d'amis. Je désirerai en quelque coin un emploi quelconque. Mes ambitions de ce côté sont mille, je ne demande que le strict, juste de quoi ne pas mourir de faim. J'ai cru que vous deviez avoir quelques relations vous permettant de trouver, je ne sais où, une place pour jeune homme. Je sais bien que je n'ai personne de qui me recommander à vous, qu'une lettre comme celle-ci peut laisser champ à nombreuses hypothèses. Je vous prie bien humblement d'avoir foi en mon honnêteté. Un regret et une peur me prennent, mais j'espère néanmoins en un coeur de poète. Je me reproches certes, de vous distraire un instant de vos oeuvres, mais Monsieur, je vous en supplie, arrachez cette âme à son bourbier. Vous êtes mon unique ressource et ma hantise de Paris, sans qui nul n'est artiste, est infinie. Me permettrez-vous de vous dédier ces quelques vers ? Croyez, Monsieur, que la reconnaissance de l'inconnu qui s'adresse à vous sera grande et en acceptant mes respectueuses salutations, je vous prie de m'excuser". Ch Philippe -- Charles Louis Philippe à Cérilly (Allier) »

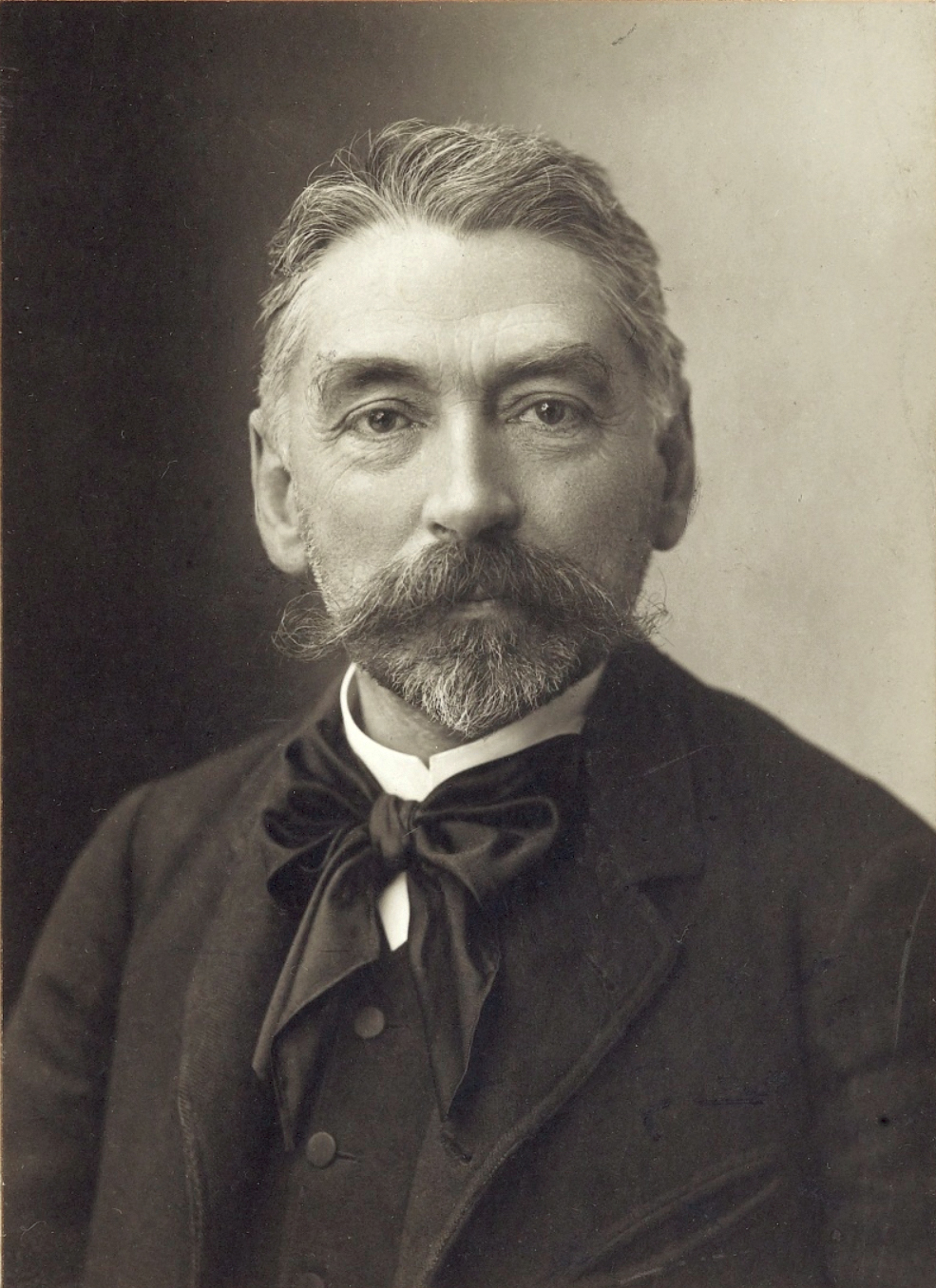
Stéphane Mallarmé en 1890, photographié par Nadar.

Tout jeune poète de 19 ans, Philippe n'a encore jamais rien fait publier de ses poésies, restées jusqu'alors confidentielles et manuscrites. Dans un article de presse paru en 1946 sous la plume du professeur Henri Mondor, celui-ci nous révèle que « les vers de Baudelaire et ceux des parnassiens le hantaient. Il s'éprenait surtout de Mallarmé le musicien pur. C'est à ce dernier et à René Ghil qu'il s'adressa, quand il ne put résister à son rêve de littérature ». Grâce à son correspondant René Ghil, à qui il a déjà envoyé plusieurs de ses poésies de jeunesse, paraît fin septembre 1894 dans la revue L'Art Littéraire, éphémère revue symboliste dirigée par Louis Lormel où collaborent Mallarmé et Ghil, un premier poème intitulé Chanson d'un soir. Séduit, René Ghil, qui lui recherche un emploi de bureau à Paris, à qui il envoie plusieurs de ses œuvres, et qui lui écrit : « J'ai fait mettre votre nom en entier Charles Louis Philippe qui est d'une belle allure très euphonique ». L'adoption involontaire le choix de ce nouveau patronyme à la consonance quelque peu pompeuse (sans trait d'union) et faussement nobiliaire, lui servira t-il pour s'introduire bien modestement par la petite porte dans le monde des lettres ? Grâce à Ghil, quelle ne fut pas la joie de Charles-Louis Philippe de se voir publier pour la première fois ! Un mois plus tard dans une petite revue bruxelloise Stella, était publié en octobre 1894 un second poème de Philippe intitulé Seuils de tombe. Cependant, aussi inspirée et généreuse soit-elle, la muse littéraire pour un jeune écrivain qui se cherche, ne peut devenir un réel viatique, pour un poète encore marginal et méconnu, demeuré sans emploi. À la réception du premier poème publié, fortement encouragé par Mallarmé et Ghil, Philippe garde cependant l'espoir.

René Ghil, par Félix Vallotton.

Le 12 janvier 1895, à peine âgé de 20 ans et grâce à l'appui de Georges Bodard, libraire-éditeur à Cérilly, Charles-Louis quitte pour la première fois son Bourbonnais natal et monte à Paris, où on lui propose un emploi vacant d'aide-comptable. Georges Bodard, libraire éditeur cérillois, a un cousin germain à Paris en la personne du général Paul Émile Bodard (1863-1931), pharmacien général des armées. Brillant étudiant de santé issu d'une modeste famille de Cérilly, où il est né le 2 mars 1863, ce dernier sort en 1887 pharmacien aide major de 2e classe à l'issue d'une formation à l'École d'application et de médecine militaire de l'Hôpital du Val de Grâce, puis promu deux ans plus tard, le 19 octobre 1889, pharmacien Aide-major de Ire classe. Georges Bodard fait donc embaucher le jeune bachelier sans emploi pour un poste de commis aux écritures à la Pharmacie centrale des armées, sise Avenue Bosquet. Auparavant Louis Philippe qui a déjà vainement frappé à plusieurs portes, où on lui a fait miroiter d'hypothétiques ou de fantaisistes débouchés afin de trouver un gagne-pain digne de le sortir de la misère matérielle, doit se contenter de l'offre de ce modeste emploi en officine où il est payé 3,75 francs par jour dimanche excepté. Informé au plus vite de cette opportunité inespérée, René Ghil s'empresse alors de trouver pour son ami Philippe, un point de chute dans la capitale, qu'il trouve dans son voisinage à l'Hôtel de Chartes, au 8 Rue du Dôme proche de la Place de l’Étoile. Philippe qui cultive alors une ardente admiration envers ce poète du mouvement Symboliste, rêve de rencontrer Mallarmé. René Ghil de douze ans son aîné, ancien élève de Stéphane Mallarmé au Lycée Condorcet, (dénommé aussi Lycée Fontanes) lui promet alors de lui faire rencontrer le célèbre auteur de L'Après-midi d'un faune, lors de réunions littéraires et poétiques dites les "Mardis de Mallarmé" tenues au domicile même du maître au 89 Rue de Rome. Attiré par les multiples tentations et opportunités qu'offre alors la Ville lumière, Philippe compte bien se faire discrètement une toute petite place dans la société parisienne. À son arrivée dans la capitale, muni d'un modeste pécule délivré par sa mère, il déjeune simplement de mets frugaux, économisant sur ses dépenses en fourniture de charbon de chauffage et en carburant pour lampe à pétrole. Pouvoir rencontrer Mallarmé l'excite au plus haut point, mais pour l'approche du maître, bourgeois établi habitant un intérieur cossu et l'antre miséreux d'un sabotier provincial d'où il vient, il y a tout un monde et un gouffre gigantesque... Toujours soucieux d'économiser l'argent maternel et afin d'avoir chaud, lors de ses rares moments de loisir, Philippe fréquente assidument le Salon de Lecture et de Correspondance des Grands Magasins du Louvre, où il commence à rédiger quelques articles, destinés à de petites revues littéraires. Entretemps, ayant épuisé ses maigres deniers pour son entretien et le loyer de sa chambre, Philippe donne dans une petite revue grivoise Don Juan, quelques rares articles fort mal rémunérés, compositions qu'il signe sous le pseudonyme de Jean d'Ombre. Arrivé à son terme, ce premier court séjour dans la capitale où il mène une vie effacée, ne fut en fait pour Charles Louis Philippe qu'illusions et poudre aux yeux... L'échéance de son remplacement à la Pharmacie centrale des armées arrivée à expiration, Philippe doit retourner fin mai 1895 à Cérilly, retour malheureux au pays qui le renvoie de nouveau à sa condition d'origine, celle de "la classe des pauvres". Sur le pas de la porte, Jeanne Philippe, sa mère qui l'accueille les yeux rougis de chagrin, se lamente alors comme une âme en peine : " Mon pauvre enfant, nous ne pourrons pas toujours te nourrir à ne rien faire" . Devant ce mur impénétrable de silence, de totale indifférence ou d'hypocrites compassions, Charles Louis Philippe a peut-être fait sien alors de l'adage fameux que Nul n'est prophète en son pays. Afin de rompre sa détresse et sa solitude, avec détermination il se rend à 30 km dans les pays circonvoisins du village de Cérilly , à Sancoins, il rencontre le poète et romancier berrichon Hugues Lapaire, qui le reçoit à son domicile. Notabilité des lettres régionales et chantre de son Berry natal, le poète qui ne dédaigne pas de porter la blouse locale, sorte de biaude berrichonne très semblable à celle portée par les paysans en Auvergne ou en Bourbonnais, reçoit chaleureusement le "P'tit Moncieu de Cérilly" :
"... (...) Un dimanche matin, je rimais.. Il pleuvait. (...) Deux coups frappés à ma porte m'arrachèrent à ma rêverie. Entrez ! C'était Louise, notre petite bonne. M'sieur, fit-elle à mi-voix, il y a là dans le salon un "P'tit Moncieu" qui voudrait vous parler. Je posai ma plume et gagnai la pièce voisine. Un "p'tit moncieu" en effet. Louise avait bien dit. Il pouvait avoir vingt trois ou vingt quatre ans, mais il était d'une corpulence si exigüe qu'on l'eut pris pour un garçonnet.

### Le vagabond de dieu ou les premiers sillons d'un écrivain du peuple

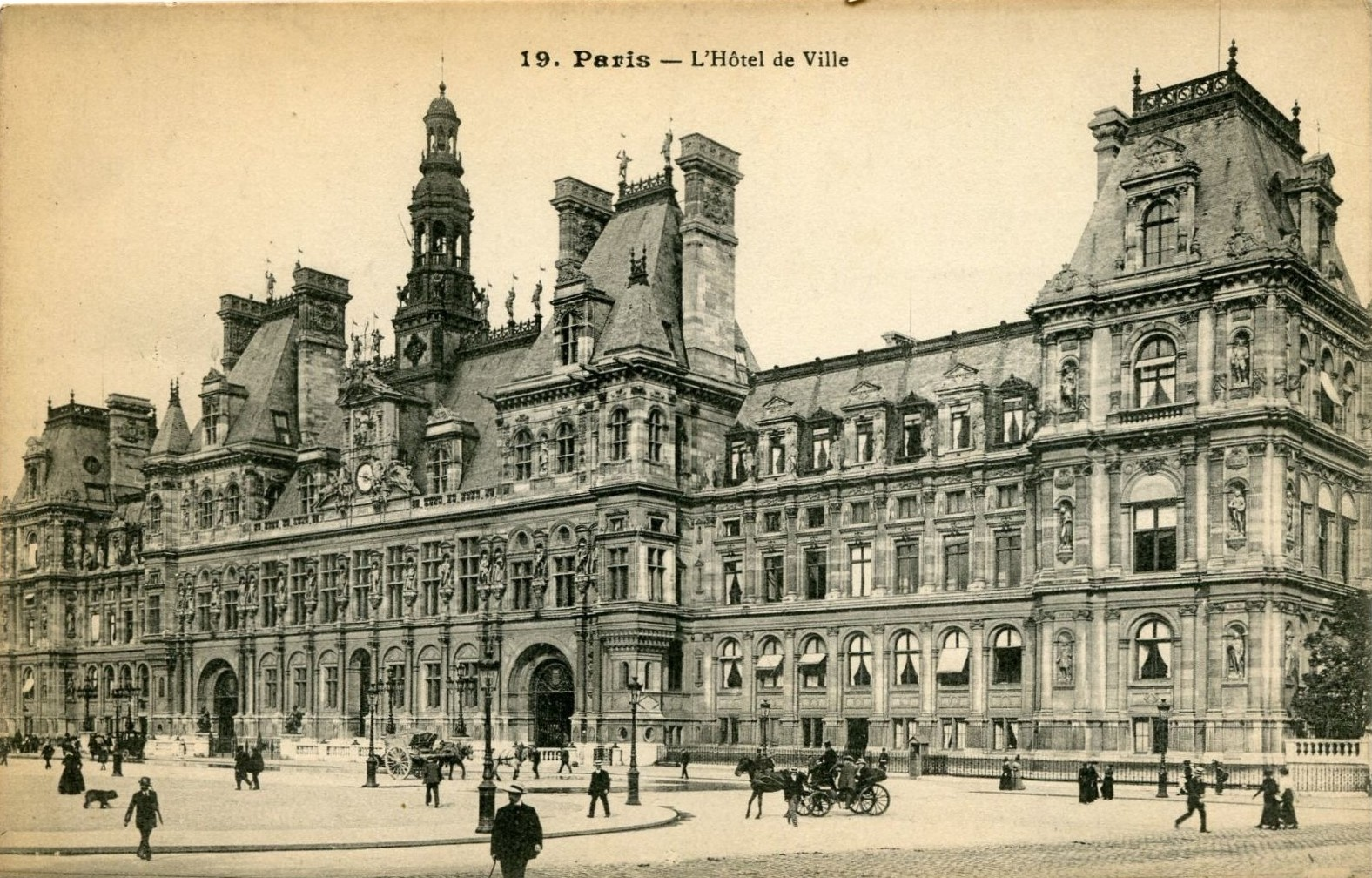
Hôtel de Ville de Paris en 1900 (carte postale ancienne).

Dépité de son échec aux grandes écoles et de l'inconnu qui s'offre de nouveau à lui quant à son avenir, Philippe entrevoit en 1896, peut-être le début d'une solution à son mal de vivre ? Sur les conseils avisés du fils d'un sellier de Cérilly, médecin à Paris, on conseille alors au jeune bachelier de postuler à un concours administratif auprès de la préfecture de la Seine. En mai 1896, Philippe retourne à Paris, où il se présente parmi des dizaines de candidats, afin de passer l'épreuve d'examen ouvert par l'Hôtel de ville de Paris. Anxieux, le jeune Philippe (il n'a que 22 ans) reste plusieurs mois avant de pouvoir connaître les résultats de son examen, mais peut enfin lire avec soulagement dans la presse officielle de Paris du 10 septembre 1896 :

« M. Philippe (Charles-Louis) a été nommé à un emploi auxiliaire au service de l'Éclairage, en remplacement de M. Caron, nommé piqueur. Ces dix agents ont été déclarés admissibles à l'emploi de piqueur à la suite du Concours ouvert le 28 mai 1896. »

En quête d'un logement mais désormais à l'abri du besoin, Philippe mène à Paris une existence des plus modestes et emménage dans un sordide garni, l'hôtel du Dôme, dans le 7e arrondissement, au 62 rue Saint-Dominique. Quelques jours à peine après sa prise de fonction comme agent piqueur de 4e classe chargé de l'éclairage public à l'hôtel de ville de Paris, pour l'informer de sa nouvelle situation, Philippe écrivait à sa mère le 25 octobre 1896 :

« [...] La vie de l'hôtel est lamentable, on habite à côté de gens de mauvaise vie, qui se disputent à chaque moment du jour et de la nuit. Les chambres sont répugnantes de saleté, mal tenues. Pour vous donner une idée, voilà trois mois qu'on n'a pas changé les draps de mon lit. [...] Si l'on veut une chambre valable dans un hôtel valable, çà vous coute des prix fous, si bien que je serai toujours obligé de me loger dans un hôtel mal famé, avec des crapules pour voisins. »

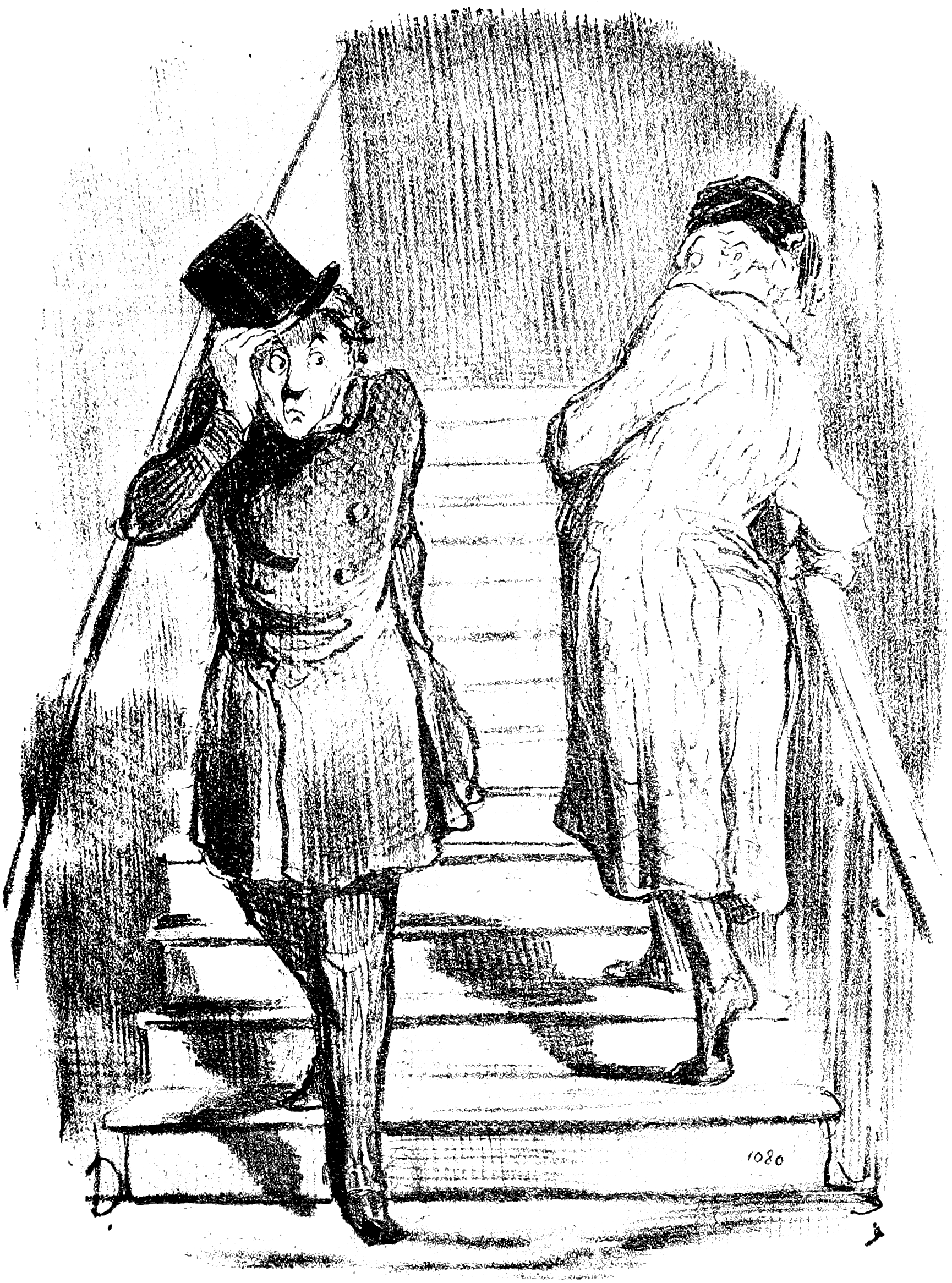
Propriétaire et locataire, par Honoré Daumier (dessin du XIXe siècle). Croisant son logeur, la gêne d'un pauvre locataire redevable de trois termes de loyers.

Fuyant la promiscuité bruyante et crasseuse de ce lieu insalubre, Philippe ne tarde pas à déménager le 3 novembre 1896 pour s'installer au 8 de la rue des Mauvais-Garçons, où il restera, de novembre 1896 à juin 1899, à l'hôtel du Loiret, à quelques pas de son lieu de travail (il est commis auxiliaire à la mairie du 4e arrondissement) ; il y a déniché une modeste chambrette meublée, au 5e étage, chambre disposant d'un petit balcon mais nettement plus convenable que la précédente. Il écrit à sa mère dès le lendemain de son installation :

« J'ai changé de logement hier. J'habite maintenant rue des Mauvais Garçons, au numéro 8. C'est à un cinquième : j'ai une petite chambre propre donnant sur la rue et qui à même un balcon. (...) Vous me demandez ce que je fais à mon bureau ? (...) Je reçois les demandes d'autorisation d'éclairage au gaz ou à l'électricité. Je les enregistre et je les donne aux piqueurs qui vont visiter l'installation. »

Six mois après sa première rencontre à Paris avec l'écrivain et militant Louis Lumet, l'année 1896 semble marquer pour lui un véritable tournant. Ce fut vraisemblablement cette année-là que, malgré son attachement au mouvement symboliste, sonna pour Philippe le glas de la création poétique. Pour preuve de ce renoncement à la poésie et semblant se justifier de cet abandon définitif, Charles Louis Philippe donne en août 1896 dans la revue libertaire l'Art social, un grand article intitulé « Sur le vers », quelque peu révélateur :

« Je ne comprend le Vers que lorsqu'il est d'un poète cherchant dans ses moyens spéciaux un rythme destiné à lui servir plus tard, lorsqu'il fera de la Prose. Il le trouvera plus facilement ici, car le Vers donne le squelette d'un rythme. Le résultat de cette étude est donc le suivant : Fatalement , le Vers disparaitra. »

Incontestablement, ainsi que l'observe très justement l'universitaire David Roe, l'année 1896 marque dès les débuts littéraires de Philippe un véritable tournant où il opta définitivement pour la prose. En effet, en février 1896, intervient dans sa vie une relation des plus cruciales, celle de sa première rencontre avec l'écrivain et biographe Louis Lumet, lequel fut initié à la littérature par Saint-Georges de Bouhélier. À ce propos, Lumet évoque lui-même avec engouement et quelque admiration, dans une chronique littéraire parue le 24 octobre 1904 dans La Petite République, quel fut l'instant entre les deux hommes de cette toute première rencontre :

« Je me souviens parfaitement du premier jour où je vis Charles Louis Philippe. C'était en 1896, il me semble, l'après midi d'un dimanche assez maussade de février. J'habitais au rez-de-chaussée, dans une cour, rue de l'Annonciation. Il entra d'un petit pas ferme et discret, la poignée de mains nette, un capuchon sur les épaules, la tête bien droite, et nous fûmes de suite des amis. Comme nous tous, il venait à Paris pour mordre au fruit amer et si désiré de la gloire, en emportant de son village de Cérilly un cahier de poésies, beaucoup de projets et peu d'argent. Il me lut un sonnet d'un sentiment subtil d'une forme recherchée et rare. On y découvrait l'influence de Stéphane Mallarmé et de René Ghil par qui nous nous étions connus et cependant on y sentait poindre une personnalité précoce. Je lui conseillai de publier un volume de ses vers -- en argument contre ses hésitations qu'un écrivain sûr de son avenir ne doit pas craindre de produire ses œuvres de début, quelle ne fût leur valeur. Il eut le courage de ne pas m'écouter et de fuir sa propre tentation, pas un jeune homme n'ayant une impatience anxieuse de confier ses manuscrits à un imprimeur. Déjà Philippe, très maître de soi, attendait d'être dégagé de toute influence directe pour s'affirmer. »

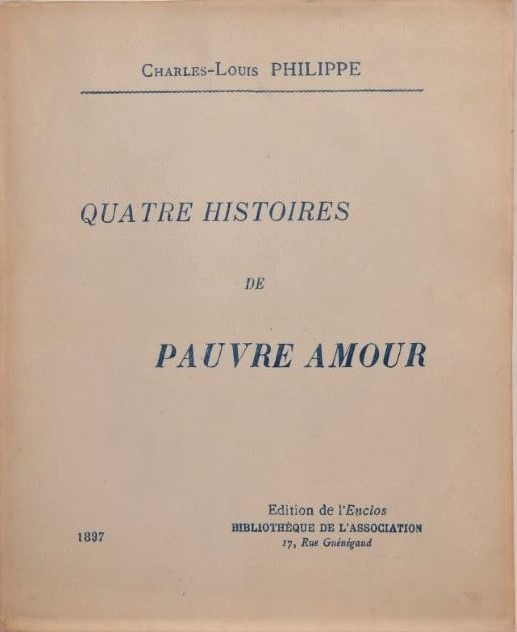
Premier ouvrage de Charles Louis Philippe, publié fin mai 1897, dans la revue libertaire de L'Enclos.

Auprès de Louis Lumet, Philippe devint en 1897 codirecteur de cette petite revue libertaire d'inspiration symboliste. Cette revue bimensuelle dirigée par Louis Lumet, Charles Louis Philippe et Jacques-Gabriel Prod’homme, fut au départ distribuée gratuitement, mais vu le manque d'audience lors de son inauguration, elle fut ouverte à abonnement par souscription volontaire. Les membres de ladite revue se réunissaient chaque premier samedi du mois dans une salle du Café Procope. Au nombre des premiers auteurs familiers de la revue se trouvent René Ghil, Léon Frapié, Octave Mirbeau, Stéphane Mallarmé, Hugues Lapaire, Eugène Montfort, Jean Baffier, Augustin Hamon, Léon Riotor, Catulle Mendès, etc. En dehors de ses missions d'humble fonctionnaire parisien, Philippe, qui travaille depuis l'été 1896 à une composition non poétique, nourrit le projet de faire publier à compte d'auteur un premier ouvrage de nouvelles. Aux lendemains de la terrible catastrophe du Bazar de la Charité survenue le 4 mai 1897, Louis Lumet et Charles Louis Philippe sont alors deux jeunes écrivains de 27 & 23 ans pétris d'idéalisme et impatients de faire publier leurs premiers écrits. Fondateur en avril 1895 de la revue L'Enclos , Louis Lumet fait paraître le 29 mai 1897 dans cette modeste revue littéraire deux ouvrages de sa production La Vie d'Un et Conversation avec Idéa et pour la circonstance propose à son associé de faire publier le sien, intitulé Quatre Histoires de Pauvre Amour , très modeste texte qu'il dédie à Catulle Mendès. Un pas des plus importants venait de se produire pour la première fois dans la vie miséreuse de Charles Louis Philippe : celle de son entrée modeste et officielle dans le monde foisonnant et concurrentiel de La République des lettres.

Dans l'univers anonyme des bureaucrates et des ronds de cuir de l'Hôtel de Ville de Paris où sévit une mentalité des plus rigoriste, Philippe qui ne passe pas pour un boute en train, ni non plus pour un obscurantiste solitaire hautain, est un employé jovial et consciencieux. Depuis la scission et le manifeste née en janvier 1897 entre les mouvements du Symbolisme, du Naturalisme et du Naturisme, les rédacteurs de L'Enclos désireux de propager envers les classes laborieuses une culture livresque et théâtrale dégagée de tout codes bourgeois, échafaudent pour celles-ci un projet théâtral. Quel rôle tint alors Philippe dans cette nouvelle mission civilisatrice ?  L'utilité d'un tel projet d'Art Social échafaudé par Lumet et Prod'homme semble laisser Philippe assez dubitatif, il se confie à son ami Henri Vandeputte :

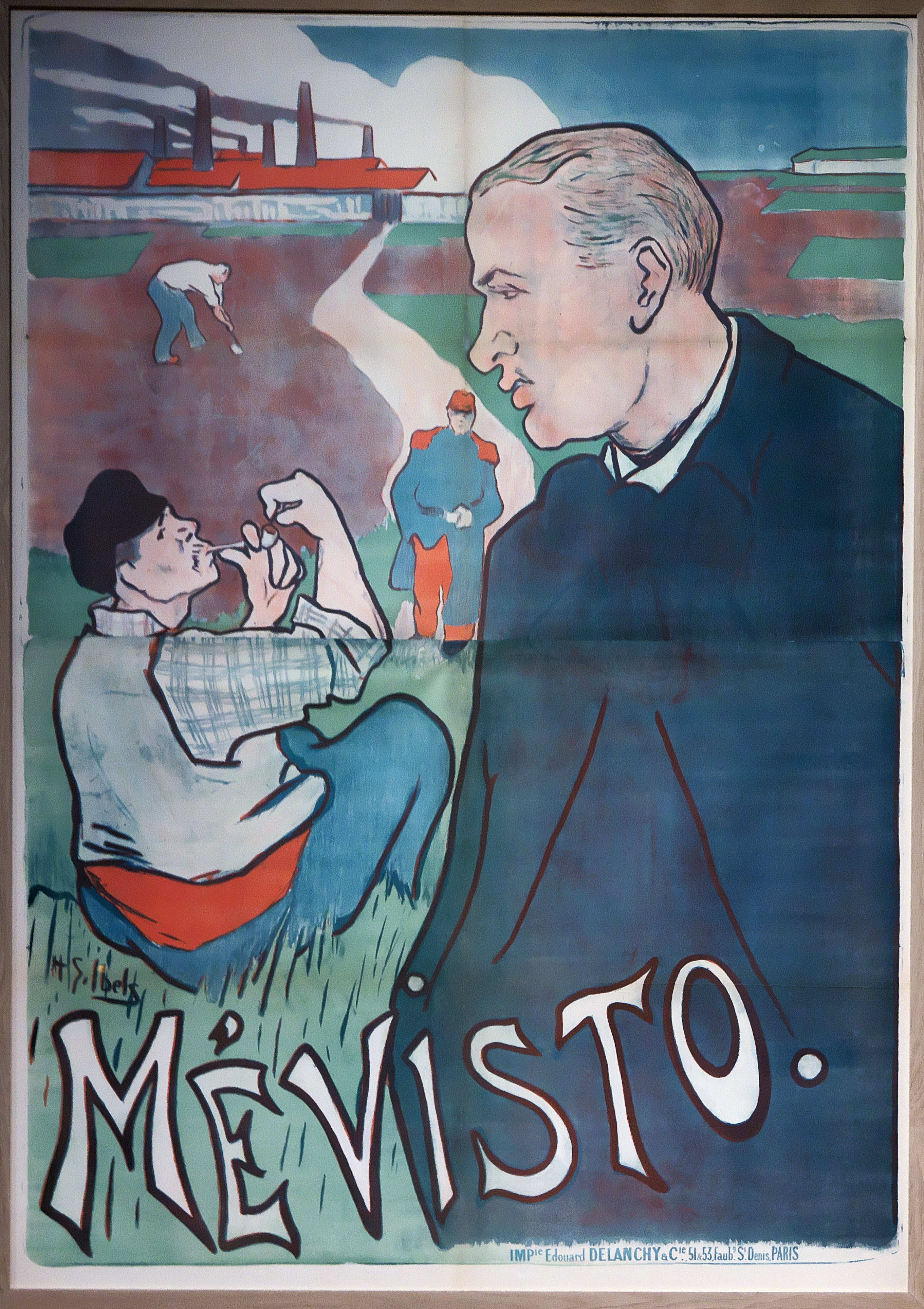

 "...(....) Pour le moment , il a des projets grandioses : nous allons faire dans plusieurs salles des faubourgs des conférences, des lectures d'éducation du peuple (Michelet, Lamennais, Veuillot, etc.), Bauër doit nous donner les acteurs que nous espérons, et il est pas mal emballé pour ce projet. Prod’homme a aménagé un orchestre. Quant à moi, cela ne m'inspire pas énormément; je suis le mouvement, voilà tout (...)"
Dans l'optique de mettre sur pied cette altruiste entreprise culturelle, en ce 2e semestre de l'année 1897, sous la houlette de MM. Saint-Georges de Bouhélier et de Louis Lumet, Charles Louis Philippe se trouve donc propulsé dans une aventure artistique inédite : celle de la création du Théâtre Civique. La première représentation donnée le 3 juillet 1897 de ce nouveau Théâtre Populaire, destiné à instruire et à cultiver un public prolétarien, se tint à la Maison du Peuple au 47 Rue Ramey et l'Impasse Pers, sous la conduite du chansonnier et acteur Auguste Mévisto metteur en scène. Annoncé dans plusieurs revues et journaux, voici sous la plume de Jules Huret chroniqueur théâtral au Figaro, ce que l'on pu lire à propos de la naissance de ce nouveau théâtre citoyen, à l'exemple du Théâtre-Libre ou à celui du Théâtre du Peuple précédemment fondé par Maurice Pottecher en 1895 :

« Voici que des jeunes gens viennent de fonder le "Théâtre Civique". Leur programme est bien simple ; éduquer le peuple par le spectacle, lui rendre accessible l'art de la beauté. (...). Pour la réalisation technique de leur tentative, les écrivains de L'Enclos, Louis Lumet, Ch.L. Philippe, J.F Prod'homme ont demandé le concours de Mévisto, dont le tempérament correspondant aux tendances de leur programme (...). »

Les objectifs éducatifs de ce théâtre populaire entièrement gratuit, seulement financé par quelques souscriptions volontaires, n'en renonçait pas pour autant avec une programmation d'une certaine qualité, ainsi que les présenta Léopold Lacour, lors de la première représentation.
Si Philippe semble assez absent de cette entreprise civilisatrice qu'il cautionne et où il assiste à quelques séances comme simple spectateur ; c'est qu'en vérité son corps souffreteux rongé d'un mal sournois qui parcourt tout son être au plus profond, ne lui laisse en réalité peu de possibilités.
En juin 1899, il quitte la rue des Mauvais-Garçons pour s'installer 29 quai d'Anjou.

### Malgré le camouflet en 1903 au premier prix Goncourt: l'affirmation d'un auteur talentueux

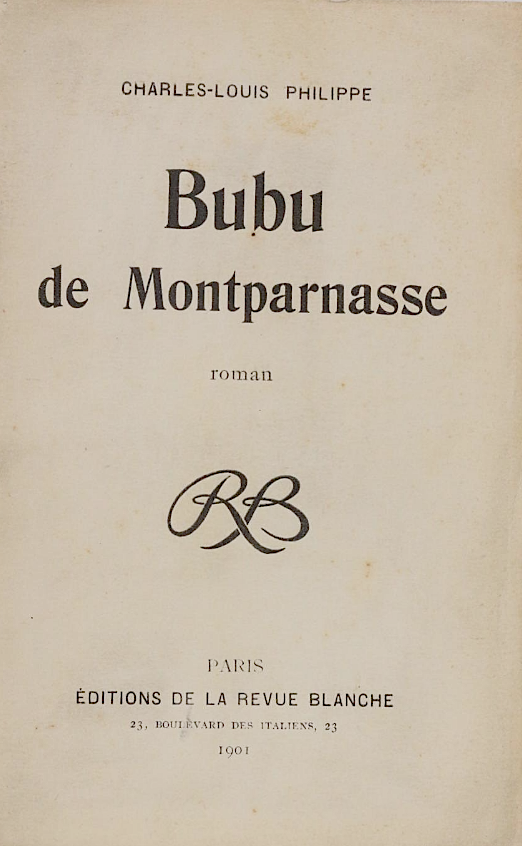
Couverture de Bubu de Montparnasse par Charles-Louis Philippe

Charles Louis Philippe est toujours resté solidaire au service des humbles. Par exemple, dans une lettre écrite en 1903 pour remercier Maurice Barrès de son aide décisive dans l'obtention d'un poste auprès de la préfecture de la Seine, de « piqueur au service extérieur des Concessions » — charge de surveillance du respect concessionnaire de l'emprise des terrasses des cafés sur les trottoirs —, dans un arrondissement de Paris, Charles-Louis Philippe lui déclare : « Ma grand-mère était mendiante, mon père, qui était un enfant plein d’orgueil, a mendié lorsqu’il était trop jeune pour gagner son pain. J’appartiens à une génération qui n’est pas encore passé par les livres. [...] Il faut que je vous rappelle qu’il est en moi des vérités plus impérieuses que celles que vous appelez « les vérités françaises ». Vous séparez les nationalités, c’est ainsi que vous différenciez le monde, moi je sépare les classes. [...] Nous avons été murés comme des pauvres et, parfois, lorsque la Vie entrait chez nous, elle portait un bâton. Nous n’avons eu comme ressource que de nous aimer les uns les autres. C’est pourquoi j’écris toujours plus tendre que ma tête ne le commande. Je crois être en France le premier d’une race de pauvres qui soit allée dans les lettres. »
Il collabore à partir de 1898 à diverses revues littéraires comme La Plume, L'Ermitage, le Mercure de France, et enfin dans un périodique humoristico-anarchiste, Le Canard sauvage (1903). et La Mère et l’enfant (1900).
Il publie également quelques textes critiques dans La Revue blanche, où paraît une partie de son roman Bubu de Montparnasse, que cette revue publiera en décembre 1901 dans le cadre de ses éditions. Bubu de Montparnasse, récit d'une aventure avec une jeune prostituée parisienne, connaît un certain succès critique et reste son ouvrage le plus connu. Suivent Le Père Perdrix (1902), pressenti par Octave Mirbeau pour le premier prix Goncourt, mais paru trop tôt pour être nommé ; puis Marie Donadieu (1904), qui a peu de succès, et Croquignole (1906), tableau de la vie morose d'un petit employé, qui n'obtient pas le Goncourt, malgré de nouveau le soutien de Mirbeau. Philippe fait partie de « la bande de Carnetin » — du nom d'une maison louée en commun, près de Lagny, sur la Marne — avec Francis Jourdain, Marguerite Audoux, Léon Werth et Léon-Paul Fargue, groupe actif jusqu'à la fin de l'année 1908.
Il est aussi lié d'amitié avec André Gide et Valery Larbaud. C'est durant l'année 1908 qu'il décide de cofonder La Nouvelle Revue française.

### Cofondateur en 1908 deLa Nouvelle Revue Française(NRF)

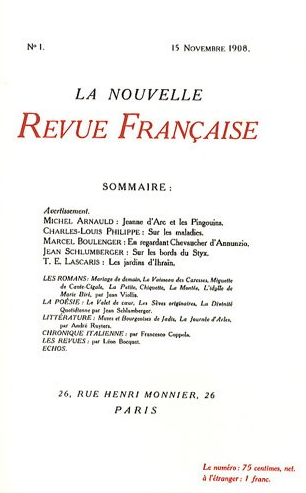
Couverture du « premier » 1er numéro de La Nouvelle Revue française, 15 novembre 1908, avec le sommaire figurant Charles-Louis Philippe.

Charles-Louis Philippe est actif et influent dans la discussion littéraire de son temps, non pas dans les chapelles, mais à travers le réseau de ses rencontres électives et de ceux qui le recherchent à cause de ses œuvres contrastées, et ses idées édifiées par son œuvre manifeste ont un impact critique, non seulement dans le cadre des échanges du groupe de Carnetin (qui s'arrête fin 1908), mais encore dans le cadre national et international. D'abord il appartient au réseau des auteurs qui ont publié dans la revue d'« art social » fondée à Paris en avril 1895 par Louis Lumet, L'Enclos, et qui portera ses deux premiers ouvrages personnels. Quelques mois auparavant, Philippe a publié dans la revue Stella fondée en 1894, en Belgique par Arthur Toisoul. Philippe est ensuite à l'origine de la création de La Nouvelle Revue française, théoriquement et pratiquement.
Au début de l'année 1908 il anime un mouvement avec les écrivains Henri Ghéon, Eugène Montfort, André Ruyters et Marcel Drouin, beau-frère d'André Gide, qui décide de créer une revue littéraire spécialisée intitulée La Nouvelle Revue Française et d'en proposer la direction à Montfort ; celui-ci allie quelques auteurs de son propre réseau et en tant qu'éditeur porte le no 1 ; André Gide participe solidairement par un article. Mais à l'issue du bouclage Philippe et ses amis s'unissant avec Gide s'opposent à Montfort sur les engagements éditoriaux de l'opus, notamment à propos d'une critique sur Mallarmé — auteur qu'ils défendent même s'ils combattent l'idéalisme — et d'un article en tendance d'éloge sur Gabriele D'Annunzio, qu'ils désapprouvent. Cet opus ne sera jamais distribué bien qu'il reste accessible dans la collection de la revue, redoublé par le no 1 de 1909 (quant à lui distribué comme l'opus inaugural, celui de la création des éditions de la NRF). Ultérieurement ils n'admettront pas davantage les décadentistes a fortiori ceux engagés dans le mouvement d'une renaissance culturelle des nations européennes, ou sensibles à ces avant-gardes idéologiques ; ils se situent contre la réaction « historiciste » qui réintègre les nationalismes en les déplaçant vers une conception impérialiste de l'Europe, sous la nouvelle idéologie de la culture pan-européenne para-révolutionnaire qui se développe alors. Sinon discuter de cela dans leurs pages, dont l'objet formel ne peut inclure le discours politique, contrairement à La Revue blanche (disparue en 1903) qu'ils admiraient cependant, ils veulent du moins que leurs actes d'écrivains en mouvement de revue s'en démarquent radicalement, la visée stylistique constituant la base d'un consensus minimal.
Quant aux engagements stylistiques, ils concernent une critique du naturalisme et du symbolisme qu'ils veulent dépasser ou exclure. Étant en quête de renouvellement littéraire, ils ne veulent pas reproduire les revues du passé ni sur le fond littéraire ni dans le champ éditorial. Le groupe se sépare de Montfort sans délai et André Gide prend sur lui que les instigateurs de l'idée éditent par eux-mêmes la revue ; ils créent l'« Association des éditions de La Nouvelle Revue française », invente le sigle NRF afin de publier le vrai-faux no 1, avec une ligne éditoriale clairement distincte de la précédente, qui paraît le 1er février 1909. Migration et refondation de la Revue dont Charles-Louis Philippe est membre du comité de rédaction fondateur et le demeure jusqu'à sa mort.
Gide est le médiateur des éditions de la NRF auprès de Gaston Gallimard qui les soutient et en deviendra le directeur en 1911 (à la demande des fondateurs), en même temps qu'il demandera à l'écrivain de lancer la « Collection Blanche » dont on peut considérer qu'elle est l'émergence de la Revue au départ des éditions Gallimard, qui naîtront en 1919.

### Mort en 1909 à Paris
Assisté jusqu'à ses derniers instants par son ami le docteur Élie Faure, Charles-Louis Philippe meurt le mardi 21 décembre 1909 à neuf heures du soir, à la maison de santé Velpeau au 7 rue de la Chaise, emporté par une fièvre typhoïde compliquée d'une méningite foudroyante :
« Le mardi précédent on l'avait transporté du quai Bourbon à la Maison de Santé Velpeau, rue de la Chaise. Il y reçut tous les soins imaginables du Dr Hélie Faure, qui l'admire et qui l'aime. »
À sa mort, l'écrivain laisse inachevé le manuscrit d'un roman intitulé Charles Blanchard. Peintre des pauvres devant l'éternité, en présence de quelques rares personnalités, Charles-Louis Philippe est enterré au cimetière de Cérilly, où sa tombe est ornée d'un buste exécuté par Antoine Bourdelle.

## Postérité

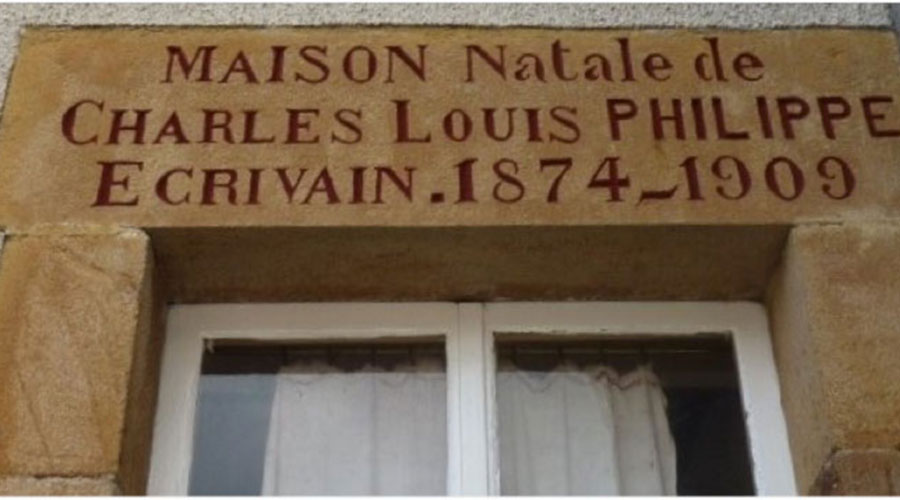
Maison natale et entrée principale du musée Charles Louis Philippe.

Dans l'Allier, une bonne dizaine de communes baptisèrent du nom de Charles-Louis Philippe une rue, une avenue, un boulevard ou un établissement scolaire. En dehors de son département de naissance, en Occitanie est également inaugurée à Saint-Cyprien (Pyrénées-Orientales) une rue à son nom.
En 1936 a été créée dans l'Allier une Association des Amis de Charles-Louis Philippe, dont le premier président fut son ami d'Ygrande, l'écrivain-paysan Émile Guillaumin. Le 11 septembre 1937 a lieu l'inauguration de l'école Charles-Louis Philippe à Cérilly, en présence de Jean Cassou, représentant officiel du ministère de l'Éducation nationale. Cette même année est installée dans la maison natale de l'écrivain le musée Charles-Louis Philippe, regroupant divers objets mobiliers utiles à l'artisan sabotier (son père), des manuscrits, œuvres, bibliothèque, articles ou photographies par l'auteur de Bubu de Montparnasse.
Le siège de l'« Association internationale des amis de Charles-Louis Philippe » se trouve à La Tour, près de Cérilly. L'Association publie depuis sa création le Bulletin des amis de Charles-Louis Philippe. Le rédacteur en chef, David Roe, professeur à l'université de Leeds (Royaume-Uni), est également secrétaire de l'association.
Le fonds patrimonial Charles-Louis Philippe est aujourd'hui conservé à la médiathèque Valery-Larbaud de Vichy et regroupe divers manuscrits, une correspondance (plus de 500 lettres), des éditions originales, des périodiques littéraires, des photographies, etc.
Sur le plan critique, Georg Lukács, philosophe et théoricien matérialiste entre autres du roman, de la critique et de l'essai sur l'art, s'est particulièrement intéressé à Charles-Louis Philippe à propos du réalisme épique moderne, dans L'âme et les formes (1910), où il considère le rôle de l'essai critique et sa relation aux grandes esthétiques, en explorant un corpus des œuvres de philosophes et d'auteurs tels Platon, Novalis, Kierkegaard, Olsen, Storm, Stefan George, Charles-Louis Philippe, Richard Beer-Hofmann, Laurence Sterne, Paul Ernst ; l'ouvrage est traduit de l'allemand, annoté et présenté en postface par Guy Haarscher (coll. « Bibliothèque de philosophie », Gallimard, 1974). Claude-Edmonde Magny, dans sa préface d'un essai plus récent du philosophe, Le roman historique (1937), traduit de l’allemand par Robert Sailley, (coll. « Petite bibliothèque Payot », no 338, éd. Payot & Rivages, Paris, 2000), signale p. 7 sans la situer cette « longue et belle étude » sur Charles-Louis Philippe. Lukács lui-même, dans le texte de La Théorie du roman (1920), au chapitre II, cite un détail de sa propre étude de Charles-Louis Philippe : « une fois, parlant de Charles-Louis Philippe, j'ai nommé cette forme "chantefable" » (ouvrage traduit de l'allemand par Lucien Goldmann, coll. « Tel », Gallimard, 1989).

## Publications
- Quatre histoires de pauvre amour, Éditions de L'Enclos, 1897 — lire sur Gallica.
- La Bonne Madeleine et la Pauvre Marie, Éditions de L'Enclos, 1898.
- La Mère et l'Enfant, Bibliothèque artistique & littéraire / La Plume, 1900 — lire sur Gallica.
- Bubu de Montparnasse, Édition de la Revue Blanche, 1901 — lire sur Gallica.
- Le Père Perdrix, Fasquelle, 1902.
- Marie Donadieu, 1904 – lire sur Gallica.
- Croquignole, 1906.

### Posthumes
- Dans la petite ville (1910) — lire sur Gallica.
- Lettres de jeunesse (1911).
- Charles Blanchard (1913).
- Les Contes du matin (1916).
- Chroniques du canard sauvage (1923), réédition Plein Chant, 2012.
- Lettres à un lycéen, coll. « Les Introuvables », série 2, Émile-Paul 1927.
- Œuvres complètes, 5 volumes, avec une étude de David Roe, Moulins, éditions Ipomée, 1986.
- Faits divers, livre et CD, Lenka Lente, 2016.

#### Monographies

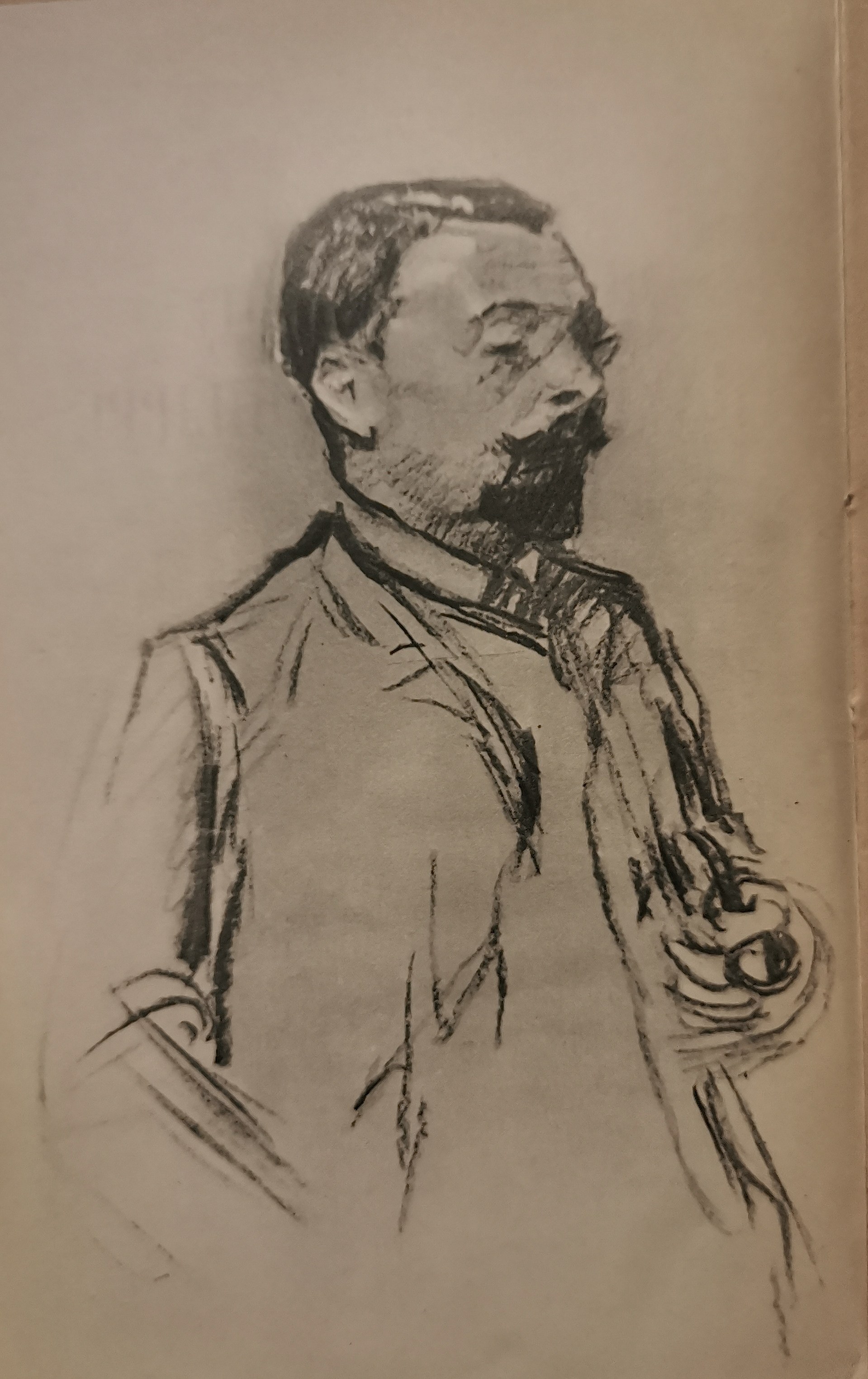
Charles-Louis Philippe, dessin de Charles Guérin (avant 1909).

- Henri Bachelin, Charles-Louis Philippe, sa vie, son œuvre, La Nouvelle Revue critique, 1929.
- Émile Guillaumin, Charles-Louis Philippe, mon ami, Bernard Grasset, 1942, avec en frontispice un portrait de Philippe par Charles Guérin.
- Edmond Jaloux, Les saisons littéraires : 1904-1914, Librairie Plon, 1950.
- Simone Raynaud, Charles-Louis Philippe - Le regard pénétrant du cœur, Prémilhat, ATP, 1996.
- Claude Herzfeld, Charles-Louis Philippe, entre Nietzsche et Dostoïevski, coll. « Espaces littéraires », L’Harmattan, 2009.
- Bruno Vercier, La mauvaise fortune : Charles-Louis Philippe, coll. « L'un et l'autre », Gallimard, 2011.
- David Roe (éd.), Charles-Louis Philippe romancier, Coll. « Littératures », Clermont-Ferrand, Presses Universitaires de Clermont-Ferrand, 2012  (ISBN 978-2-84516-516-8).

#### Articles et colloques
- La Nouvelle Revue française, no 14 du 15 février 1910 (éd. NRF), consacré à Charles-Louis Philippe : hommages, témoignages, critiques, et re-publication intégrale sous le titre Les Charles Blanchard de l'autofiction inachevée Charles Blanchard, publiée en deux parties dans les numéros 12 (du 1er janvier) et 13 (du 1er février), la même année.
- Paul Léautaud, « La Mort de Charles-Louis Philippe », in: Journal littéraire au 21 décembre 1909 ; repris dans le numéro du 1er septembre 1922 du Mercure de France.
- Préface de T. S. Eliot à Bubu of Montparnasse, traduit en anglais par Laurence Vail, publié à Paris chez Crosby Continental, 1932.
- Jean Giraudoux, « Charles-Louis Philippe », in: Littérature, 1941.
- Max Aub, Charles-Louis Philippe, in: Revue Europe, septembre 1960.
- Michel Ragon (dir.) Cahiers pour la littérature populaire, no 10, automne 1988, entièrement consacré à l'écrivain Charles-Louis Philippe ; textes inédits de Michel Ragon, Martine Sagaert, Robert Bonaccorsi, Bruno Vercier...
- Pierre Couderc (éd.), Rencontre autour de Charles-Louis Philippe : Acte du colloque de Clermont-Ferrand (septembre 1991), Clermont-Ferrand, Publication de la Faculté des Lettres et Sciences Humaines, 1992.
- À propos de la bande de Carnetin : la contribution de David Roe intitulée « Charles-Louis Philippe et le groupe de Carnetin » lors du colloque international de Bourges à l'occasion du centenaire de la naissance d'Alain Fournier (2006) a été publiée avec les actes par le Bulletin des amis de Jacques Rivière et de Alain Fournier, Bordeaux, AJRAF, no 117, 2007.
- Aliette G. Certhoux, Actualité de Charles-Louis Philippe et de Marguerite Audoux, préface de la re-publication, dans La Revue des ressources, de la nouvelle L'enfant malade, parue en 1900 dans la revue Mercure de France, et du témoignage de Marguerite Audoux, Souvenirs, paru dans La Nouvelle Revue française, no 14, 1910 ; célébration du centenaire de la disparition de Charles-Louis Philippe et de l'hommage de Marguerite Audoux au défunt la même année qu'elle se voit attribuer le prix Fémina-Vie Heureuse pour son roman Marie-Claire — qui sera traduit en neuf langues ; (citations à l'occasion du centenaire de la journée internationale des droits de la femme le 8 mars 2010).
- Maryse Vuillermet, « Violence, trahison et écriture dans l'œuvre de Charles-Louis Philippe », dans Mireille Piarotas (dir.), Regards populaires sur la violence, Saint-Étienne, Publications de l'Université de Saint-Étienne, coll. « Travaux / Centre interdisciplinaire d'études et de recherches sur l'expression contemporaine » (no 98), 2000, 292 p. (ISBN 2-86272-180-8), p. 191-202.